# Květa Manoušková

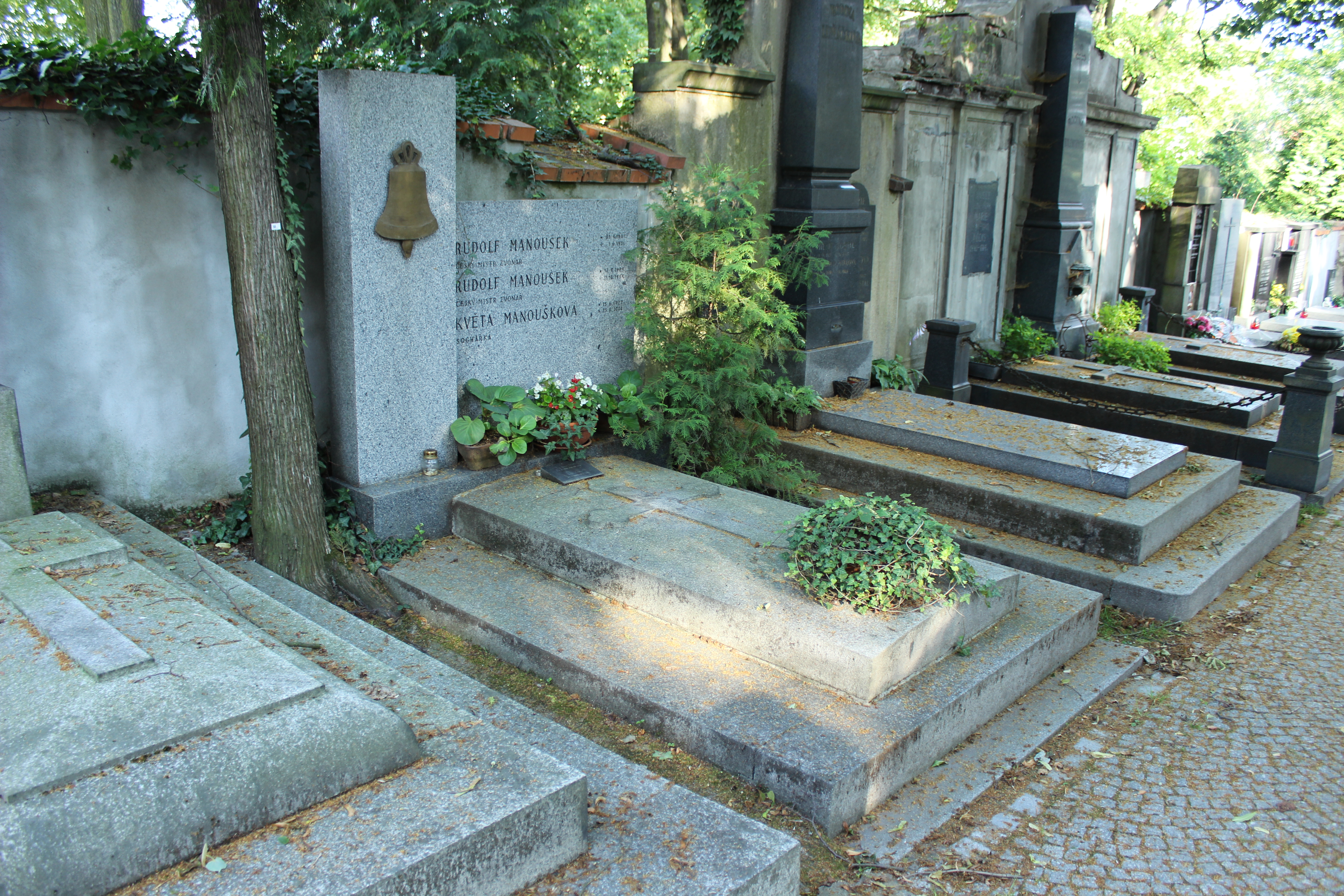
Náhrobní kámen na pražském Šáreckém hřbitově

Květa Manoušková, někdy též Květoslava, dívčím příjmením Mašková, (15. června 1927 Kladno – 25. srpna 2002) byla česká sochařka.
Ve své tvorbě spolupracovala se svým manželem Rudolfem Manouškem, českým zvonařem. Následně i s jejich synem Petrem Rudolfem. Výtvarně zpracovala například zvony pro pražský evangelický kostel U Jákobova žebříku, pro kapli Třebihošti nebo pro kostel svaté Anny v Pocinovicích.
Své výrobky označovala malým reliéfem květiny, který odkazoval k jejímu křestnímu jménu.